# Terpinene

α-terpinene, β-terpinene e γ-terpinene

I terpineni sono un gruppo di composti organici isomeri (α-, β- e γ-) che sono classificati come terpeni. La loro formula molecolare è C10H16.
Ognuno di essi ha lo stesso scheletro carbonioso contenente un anello esaatomico e due doppi legami carbonio-carbonio, ma differiscono per la posizione di questi ultimi  e conseguentemente per le loro diverse interazioni: nell'isomero alfa e in quello gamma sono endociclici, nel primo coniugati e nel secondo isolati; nell'isomero beta sono isolati, ma uno endociclico e l'altro esociclico.
Sono tutti e tre liquidi incolori dall'odore intenso di trementina.